# 小郷町
小郷町（おごうちょう）は、愛知県江南市の地名。

## 地理
江南市南部に位置する。東は小折町、西は五明、南は一宮市、北は布袋下山町に接する。

### 交通
- 国道155号
- 名鉄犬山線

### 施設
- 大日寺
- 小郷遊園地

## 歴史

### 沿革
- 1982年（昭和57年） - 江南市五明・小折・千秋町加納馬場の各一部により、同市小郷町が成立[2]。
- 1984年（昭和59年） - 一部が布袋下山町・布袋町に編入される[2]。

### 人口の変遷
国勢調査による人口および世帯数の推移。
| 2000年（平成12年） | 182世帯 585人 |  |
| 2005年（平成17年） | 192世帯 573人 |  |
| 2010年（平成22年） | 225世帯 628人 |  |
| 2015年（平成27年） | 239世帯 640人 |  |
| 2020年（令和2年）  | 251世帯 648人 |  |

### WEB
1. 1 2  総務省統計局 (2022年2月10日). “令和2年国勢調査の調査結果(e-Stat) - 男女別人口，外国人人口及び世帯数－町丁・字等” (CSV). 2023年8月2日閲覧。
2. ↑  “愛知県江南市の町丁・字一覧”.   人口統計ラボ. 2024年8月9日閲覧。
3. ↑  “市外局番の一覧” (PDF).   総務省 (2022年3月1日). 2022年3月22日閲覧。
4. ↑  “ナンバープレートについて”.   一般社団法人愛知県自動車会議所. 2024年1月21日閲覧。
5. ↑  総務省統計局 (2014年5月30日). “平成12年国勢調査の調査結果(e-Stat) - 男女別人口及び世帯数 －町丁・字等” (CSV). 2021年7月20日閲覧。
6. ↑  総務省統計局 (2014年6月27日). “平成17年国勢調査の調査結果(e-Stat) - 男女別人口及び世帯数 －町丁・字等” (CSV). 2021年7月21日閲覧。
7. ↑  総務省統計局 (2012年1月20日). “平成22年国勢調査の調査結果(e-Stat) - 男女別人口及び世帯数 －町丁・字等” (CSV). 2021年7月21日閲覧。
8. ↑  総務省統計局 (2017年1月27日). “平成27年国勢調査の調査結果(e-Stat) - 男女別人口及び世帯数 －町丁・字等” (CSV). 2021年7月21日閲覧。

### 書籍
1. 1 2  「角川日本地名大辞典」編纂委員会 1989, p. 1672.
2. 1 2  「角川日本地名大辞典」編纂委員会 1989, p. 321.